# Castel San Pietro, Ticino
Castel San Pietro är en ort och kommun  i distriktet Mendrisio i kantonen Ticino, Schweiz. Kommunen har 2 225 invånare (2023).
Förutom orten Castel San Pietro finns i kommunen byarna Corteglia, Campora, Monte och Casima. De två sistnämnda inkorporerades i Castel San Pietro 4 april 2004. Vid samma tidpunkt överfördes Campora från kommunen Caneggio till Castel San Pietro.